# Lea (Lincolnshire)
Pour les articles homonymes, voir Lea.
Lea est une paroisse civile et un village du Lincolnshire, en Angleterre.